# Radio RSN
Radio RSN (russisch Русская Служба Новостей РСН, dt. Russischer Nachrichten-Dienst) ist ein regierungsnaher russischer Hörfunksender aus Moskau, der sein Programm landesweit ausstrahlt und von allen Sendern den größten Marktanteil besitzt. Radio RSN war früher bekannt als Russisches Radio 2 (Русское радио-2), seit 21. November 2005 trägt es den heutigen Namen. Gleichzeitig ist Radio RSN auch eine nationale Radionachrichten-Zentrale, welche die gesamten Nachrichten und mehr als 50 Informationssendungen für die größten Radiosender des Landes und eine bekannte Nachrichten-Website produziert.

## Eigentümer
Der Sender und die gleichnamige Radionachrichten-Zentrale sind im Besitz der regierungsnahen Holding Russkaja Mediagruppa (Русская Медиагруппа), deren Eigentümer mit Ausnahme des größten russischen Mineralölkonzerns Lukoil unbekannt sind.
Radio RSN hat im April 2007 eine neue Führungscrew erhalten. Chefredakteur Wsewolod Nerosnak und Generaldirektor Alexander Schkolnik wurden vom staatseigenen Fernsehsender Kanal 1 (Первый Канал) abgestellt, um auch Radio RSN auf Regierungs-Linie zu bringen.

## Programm
Radio RSN ist ein Musiksender mit einer Mischung aus nationaler und internationaler Musik. Der Sender steht der Regierung von Wladimir Putin nahe.
Nach einer Dienstanweisung der neuen Führungscrew vom April 2007 darf Radio RSN nur noch über regierungstreue Politiker berichten und die Opposition der Bewegung Das andere Russland nicht einmal mehr namentlich erwähnen. Stattdessen muss die Opposition in den RSN-Sendungen als „liberal-radikal“ bezeichnet werden.

## Verbreitung
Radio RSN ist in Russland landesweit zu empfangen. Der Sender wird über UKW gesendet. Radio RSN ist unter den russischen Sendern der Marktführer mit dem landesweit größten Marktanteil (etwa 19 %, Erhebung 2003). Zusammen mit den angeschlossenen Radiosendern dominiert es das russische Radio. Mit Ausnahme des kleinen Echo Moskwy gibt es in Russland kein unabhängiges Radio mehr.
Für folgende Radiosender respektive Websites produziert Radio RSN die gesamten Nachrichten und mehr als 50 Informationssendungen:
- Radio RSN (Русская Служба Новостей РСН) (ehemals Русское радио-2)[2]
- Dynamit FM (Динамит FM)[3]
- Hit FM (Хит FM)
- Radio Maksimum (Радио Максимум)[4]
- Radio Monte Carlo (Монте-Карло)[5]
- Russkoje Radio (Русское радио)
- Rusnowosti [6]

Seit Juli 2003 produziert Radio RSN zudem mit dem russischen Auslandsrundfunksender Stimme Russlands das Programm Russkoje Meschdunarodnoje Radio (‚Russisches Internationales Radio‘), welches über die Frequenzen der Stimme Russlands ausgestrahlt wird und so in vielen Ländern der Welt zu empfangen ist.